# 1271
| 1271               |
| ------------------ |
| Dødsfald - Fødsler |
| • Begivenheder     |

| Gregoriansk kalender | 1271 MCCLXXI            |
| Ab urbe condita      | 2024                    |
| Armensk kalender     | 720 ԹՎ ՉԻ               |
| Kinesiske kalender   | 3967 – 3968 庚午 – 辛未 |
| Etiopisk kalender    | 1263 – 1264             |
| Jødisk kalender      | 5031 – 5032             |
| Hindukalendere       |                         |
| - Vikram Samvat      | 1326 – 1327             |
| - Shaka Samvat       | 1193 – 1194             |
| - Kali Yuga          | 4372 – 4373             |
| Iransk kalender      | 649 – 650               |
| Islamisk kalender    | 669 – 670               |

Konge i Danmark: Erik Klipping 1259-1286
Se også 1271 (tal)

## Begivenheder
- Marco Polo drager ud på sin rejse til Kina.

## Dødsfald
- 28. januar – Isabella af Aragonien, Filip 3. den Dristiges dronning (født 1247).
- Alfons af Frankrig - greve af Poitiers og Toulouse (født 1220).
- Haji Bektash al-Wali - tyrkisk-talende sufi (født 1209).